# Катастрофа CRJ-200 близ Аккаяуре
Катастрофа CRJ200 под Аккаяуре — авиационная катастрофа, произошедшая ночью 8 января 2016 года. Грузовой самолёт Canadair CL-600-2B19 авиакомпании West Air Sweden совершал регулярный рейс PT294 по маршруту Осло—Тромсё, но через 1 час и 10 минут после взлёта вертикально рухнул на землю недалеко от водохранилища Аккаяуре. Находившиеся на его борту оба пилота погибли.

## Самолёт
Canadair CL-600-2B19 (регистрационный номер SE-DUX, серийный 7010) был выпущен в январе 1993 года под тестовым б/н C-GRJW. 4 февраля того же года был куплен авиакомпанией Lufthansa CityLine и его бортовой номер сменился на D-ACLE. С мая 2006 года по 1 апреля 2007 года эксплуатировался компанией-производителем (борт C-FJGI). 1 апреля 2007 года был приобретён авиакомпанией West Air Sweden, в которой получил б/н SE-DUX и переделан из пассажирского в грузовой. Оснащён двумя турбовентиляторными двигателями General Electric CF34-3B1. На день катастрофы совершил 31 036 циклов «взлёт-посадка» и налетал 38 601 час.

## Экипаж
Экипаж рейса PT294 состоял их двух пилотов:
- Командир воздушного судна (КВС) — 42 года, испанец. Опытный пилот, проработал в авиакомпании West Air Sweden 7 лет и 4 месяца (с 23 августа 2008 года). Налетал 3365 часов, 2208 из них на Bombardier CRJ (1569 на CRJ200 и 639 на CRJ900).
- Второй пилот — 33 года, француз. Опытный пилот, проработал в авиакомпании West Air Sweden 2 года и 3 месяца (с 12 сентября 2013 года). Налетал 3232 часа, 1064 из них на Bombardier CRJ200.

## Расследование
Расследование причин катастрофы рейса PT294 проводил шведский Совет по расследованию авиационных происшествий (SIAC, SHK).
Окончательный отчёт расследования был опубликован 12 декабря 2016 года.
Согласно отчёту, основной причиной катастрофы стал сбой в навигационной системе — расхождение показаний авиагоризонта. Примерно за 1 минуту до катастрофы авиагоризонт КВС из-за неустановленной технической ошибки выдал показания, что самолёт перешел в резкий набор высоты под углом атаки более 30°. Командир приступил к немедленному устранению большого угла атаки, при этом не обсудив проблему со вторым пилотом, у которого авиагоризонт давал верные показания. Сразу же после возникновения ошибки на приборной панели появилось уведомление о том, что показания приборов расходятся, но через 4 секунды оно исчезло из-за активации режима «повышенного внимания», в котором отключаются все посторонние предупреждения, уступая место самым важным.
Из-за отсутствия должного уровня коммуникации между пилотами и включенного света в кабине экипажа прошло немало времени, прежде чем второй пилот осознал, что самолёт находится в отвесном пикировании, снижаясь практически перпендикулярно земле. Второй пилот пытался предотвратить катастрофу, но из-за разного понимания ситуации между членами экипажа это не улучшило ситуацию. Также за несколько секунд до падения на землю самолёт перевернулся в воздухе и в кабине экипажа возникла невесомость, ещё больше дезориентировавшая пилотов.

## Культурные аспекты
Катастрофа рейса 294 West Air Sweden показана в 20 сезоне канадского документального телесериала Расследования авиакатастроф в серии Невероятное пике.